# Вогларі
Вогларі (словен. Voglarji) — поселення в общині Нова Гориця, Регіон Горишка, Словенія. Висота над рівнем моря: 755,9 м.